# 24preludia
24preludia - ook bekend onder de naam "24preludia - Bach en nu" - is een verzameling van 2 × 24 preludes voor piano.
Alle preludes zijn gecomponeerd door Nederlandse componisten als antwoord op de 48 preludes uit het Wohltemperierte Klavier van Johann Sebastian Bach.

## Ontstaan
In 2017 zijn de eerste Nederlandse componisten verzocht om antwoorden te schrijven op de preludes van Bach uit het WTK I. Als eerste nam de componist Louis Andriessen de toonsoort A op zich - BWV 864.
In de zomer van 2018 zijn ze in première gegaan door pianiste Jacqueline voorheen Frederique.
Daarna is ook WTK II het uitgangspunt geworden voor nog meer preludes.
In de zomer van 2021 zijn alle composities, die van Bach en hun antwoorden voor het eerst integraal uitgevoerd als gratis lunchpauzeconcerten in de Mozes en Aäronkerk in Amsterdam.

## Aanleiding
De opdrachtgeefster wilde laagdrempelige pianoconcerten organiseren voor een divers publiek waarbij behalve muziek van Bach ook eigentijdse muziek te horen zou zijn. De tijdsduur zou ongeveer 3 minuten per compositie moeten bedragen.

## Wohltemperierte Klavier deel I en de componisten
| BWV 864 | A       | Louis Andriessen - Fanfare voor de 24Preludia     |
| BWV 865 | a min   | Caroline Ansink - Sdamse Plude                    |
| BWV 866 | Bes     | Loek Dikker - South Side Ground Zero Boogie Blues |
| BWV 867 | bes min | Gijs van Dijk - prelude in B flat minor           |
| BWV 868 | B       | Christina Viola Oorebeek - au départ de B         |
| BWV 869 | b min   | Boudewijn Tarenskeen - no. XXIV                   |
| BWV 846 | C       | Joost van Son - Prelude in C groot                |
| BWV 847 | c min   | Ab Sandbrink - Postlude                           |
| BWV 848 | Cis     | Willem Jeths - Chiaroscuro                        |
| BWV 849 | cis min | Calliope Tsoupaki - Hear me                       |
| BWV 850 | D       | Sinta Wullur - Prelude Djawa                      |
| BWV 851 | d min   | Roderik de Man - Praeludium d Moll, oder…?        |
| BWV 852 | Es      | Pieter Smithuijsen - Miebe Mol                    |
| BWV 853 | es min  | George Beentjes - Lamento                         |
| BWV 854 | E       | Oene van Geel - E in a Cage                       |
| BWV 855 | e min   | Allan Segall - Prelude in E minor                 |
| BWV 856 | F       | Maarten van Norden - Preludium                    |
| BWV 857 | f min   | Lorre Trytten - Prelude Tango in f klein          |
| BWV 858 | Fis     | Kritsján Martinsson - Bron                        |
| BWV 859 | fis min | Reza Namavar - Prelude in fis minor               |
| BWV 860 | G       | Jeff Hamburg - Spirits in G                       |
| BWV 861 | g min   | Jacques Bank - Prelude                            |
| BWV 862 | As      | Michael Moore - Divergence                        |
| BWV 863 | gis min | Heleen Verleur - Groovy Prelude                   |

## Wohltemperierte Klavier deel II en de componisten
| BWV 870    | C       | Chiel Meijering - Screm of a prelude                                                    |
| BWV 871    | c min   | Sylvia Maessen - Bach continued                                                         |
| BWV 872    | Cis     | Dante Boon - c#                                                                         |
| BWV 873    | cis min | Anthony Fiumara - Five From the Top, Three From the Bottom But Only Two From the Middle |
| BWV 874    | D       | David Dramm - J.S.                                                                      |
| BWV 875    | d min   | Anne-Maartje Lemereis - Diphthong                                                       |
| BWV 876    | Es      | Claudia Rumondor - Kinderspel (voor Sari)                                               |
| BWV 877    | dis min | Lynn L. Trytten - Prelude in es klein                                                   |
| BWV 878    | E       | Daan Manneke - Evocazione                                                               |
| Op.28 no.4 | e min   | Samuel Vriezen - Frédéric Chopin                                                        |
| BWV 880    | F       | Rokus de Groot - Reflection on Bach in F                                                |
| BWV 881    | f min   | Eef Kleine - To the point                                                               |
| BWV 882    | Fis     | Maarten Regtien - Praeludium XIII, herijking 2020                                       |
| BWV 883    | ges min | Kate Moore - Prelude                                                                    |
| BWV 884    | G       | Miranda Driessen - Johann’s Leftovers                                                   |
| BWV 885    | g min   | Matthijs Kieboom - g min - Fragments                                                    |
| BWV 886    | As      | Prof. Russolo - In search of lost time                                                  |
| BWV 887    | gis min | Charlie Bo Meijering - Variations on a prelude                                          |
| BWV 888    | A       | Adriaan Valk - Free                                                                     |
| BWV 889    | a min   | Aart Strootman - A small prelude                                                        |
| BWV 890    | Bes     | Bob Zimmerman - PRELUDE Bb                                                              |
| BWV 891    | bes min | Toek Numan - Prelude voor BWV 891                                                       |
| BWV 892    | B       | Bart Spaan - Klänge in H                                                                |
| BWV 893    | b min   | Renske Vrolijk - Prelude - b weird                                                      |

## Samenwerking
Het 24preludia-project is een samenwerking van Stichting Pianoconcerten en de Mozes en Aäronkerk-Amsterdam.
Het project is mede mogelijk gemaakt door subsidies van Gemeente Amsterdam-Centrum, Prins Bernard Cultuurfonds, Amsterdams Fonds voor de Kunst, Gemeente Amsterdam-Zuid, en een aantal particuliere begunstigers.

## Pianisten
- Jacqueline voorheen Frederique[1]
- Jasper Bon
- Laura Sandee
- Pauline Post
- Arnaud Rosdorff
- Ana Sanchez
- Edward Janning
- Gerard Bouwhuis

## Concerten
- 2018 - lunchpauzeconcerten Mozes en Aäronkerk, juli en augustus
- 2019 - idem
- 2020 - idem
- 2021 - idem
- Voor 2022 zijn diverse concerten gepland[2]